# Nul·laginita
La nul·laginita és un mineral de la classe dels carbonats. Rep el seu nom en honor del districte de Nullagine, a Austràlia occidental, indret on va ser descobert aquest mineral.

## Característiques
La nul·laginita és un carbonat de fórmula química Ni₂(CO₃)(OH)₂. Cristal·litza en el sistema monoclínic en froma de dibres que tenen textura de feltre, amb la veta creuada o en nòduls ovoides o irregulars, de fins a 2 mm. La seva duresa a l'escala de Mohs és d'1,5 a 2.
Segons la classificació de Nickel-Strunz, la nul·laginita pertany a «05.BA: Carbonats amb anions addicionals, sense H₂O, amb Cu, Co, Ni, Zn, Mg, Mn» juntament amb els següents minerals: atzurita, georgeïta, glaucosferita, kolwezita, malaquita, mcguinnessita, pokrovskita, rosasita, zincrosasita, txukanovita, auricalcita, hidrozincita, holdawayita, defernita, loseyita i sclarita.

## Formació i jaciments
La nul·laginita es forma a la a les zones d'oxidació de dipòsits hidrotermal rics en minerals de níquel. És un mineral que ha estat exclusivament descrit a Austràlia, on va ser descoberta l'any 1978 al dipòsit de Ni Otway, al districte de Nullagine (Austràlia Occidental). Posteriorment, també ha estat trobada a una mina de níquel a Widgiemooltha, a la comarca de Coolgardie (Austràlia Occidental) i a la mina Lord Brassey, al districte de Heazlewood (Tasmània).
Sol trobar-se associada a altres minerals com: pecoraïta magnèsica, gaspeïta, magnetita i serpentina niquèlica.